# New Mexico Slam
New Mexico Slam was een Amerikaanse basketbalclub uit Albuquerque die actief was van 1999 tot 2001 in de International Basketball League.

## Geschiedenis
In april 1999 werd de club voorgesteld door de voorzitter Gilbert Burciaga. Het logo was een kwade Iguana die naar een basketbal greep. De coach van de ploeg was John Whisenant en assistent-coach was Marvin Johnson. De club eindigde in hun eerste seizoen als tweede in hun divisie, in de play-offs verloren ze in de eerste ronde van de Las Vegas Silver Bandits. In februari 2001 werd Whisenant ontslagen en opgevolgd door Rob Robbins en Brian Walsh werd assistent-coach. In hun tweede seizoen wisten de Slam zich niet te kwalificeren voor de play-offs. De Slam kende vanaf februari 2001 ook financiële problemen en moest geholpen worden door de IBL. De New Mexico Slam stopte net zoals de IBL met bestaan aan het einde van het seizoen 2000/01.

## Resultaten
| Seizoen | Winst | Verlies | Play-offs    | Coach                      |
| ------- | ----- | ------- | ------------ | -------------------------- |
| 1999/00 | 38    | 26      | Eerste ronde | John Whisenant             |
| 2000/01 | 17    | 30      | –            | John Whisenant Rob Robbins |

## Bekende (oud)-spelers
| - Chris Andersen - Jason Sasser |